# Haverhill (Massachusetts)
Haverhill (wymowa: /ˈheɪvrɪl/) – miasto w Stanach Zjednoczonych, w hrabstwie Essex, w stanie Massachusetts, położone nad rzeką Merrimack.
W mieście rozwinął się przemysł obuwniczy. Ponadto w mieście działają fabryki pianin oraz podzespołów elektronicznych.